# Le Comte d'Essex (Thomas Corneille)
Pour les articles homonymes, voir Comte d'Essex.
Le Comte d'Essex est une tragédie de Thomas Corneille représentée pour la première fois en 1678.
Le personnage qui donne son titre à la pièce est inspiré de Robert Devereux, 2e comte d'Essex, favori d'Élisabeth Ire d'Angleterre, disgracié en 1600 et exécuté en 1601.